# Euptychia insignis
Euptychia insignis är en fjärilsart som beskrevs av Butler 1866. Euptychia insignis ingår i släktet Euptychia och familjen praktfjärilar. Inga underarter finns listade i Catalogue of Life.